# Formule economice (marketing)

## Marketing

### CPM-ul (costul-pe-mie)
CPM = costul a 1000 afișări de banner

CPM = cost reclamă x 1000 / tiraj difuzat

### Rata de acoperire
Numărul de subiecți, care și-au putut aminti textul unei reclame

/ Numărul total de subiecți

x 100

=Rata de acoperire